# Biopunk

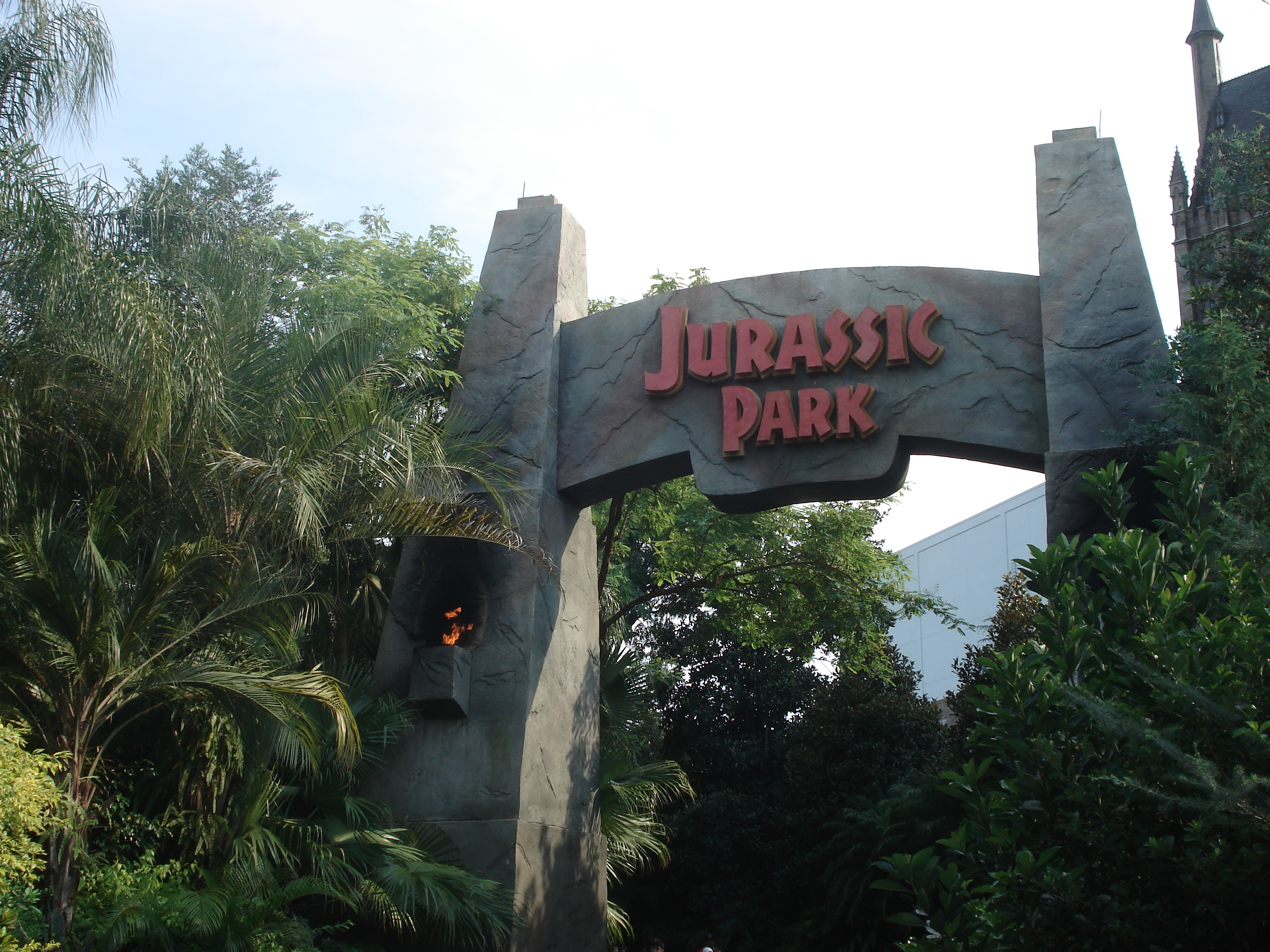
Park Jurajski to jeden z filmów reprezentujących biopunk

Biopunk – podgatunek w literaturze, filmach, komiksach i grach science fiction skupiający się na przyszłości biotechnologii.

## Charakterystyka
Biopunk koncentruje się na wpływie różnych odmian biotechnologii na życie ludzi. Fabuła może dotyczyć biologii syntetycznej (Łowca androidów) czy inżynierii genetycznej (Park Jurajski). Często spotkać się można z utworami traktującymi o śmiertelnie niebezpiecznej, nowo stworzonej formie wirusa. Do powieści biopunk należą m.in. Xenogenesis, Park Jurajski, Ribofunk. Wśród filmów wymienić należy Łowcę androidów, Gattacę, ekranizację Parku Jurajskiego, Wyspę. Elementy biopunk występują również w powieści Hyperion Dana Simmonsa a także filmie Dystrykt 9.